# جنگ داخلی روسیه

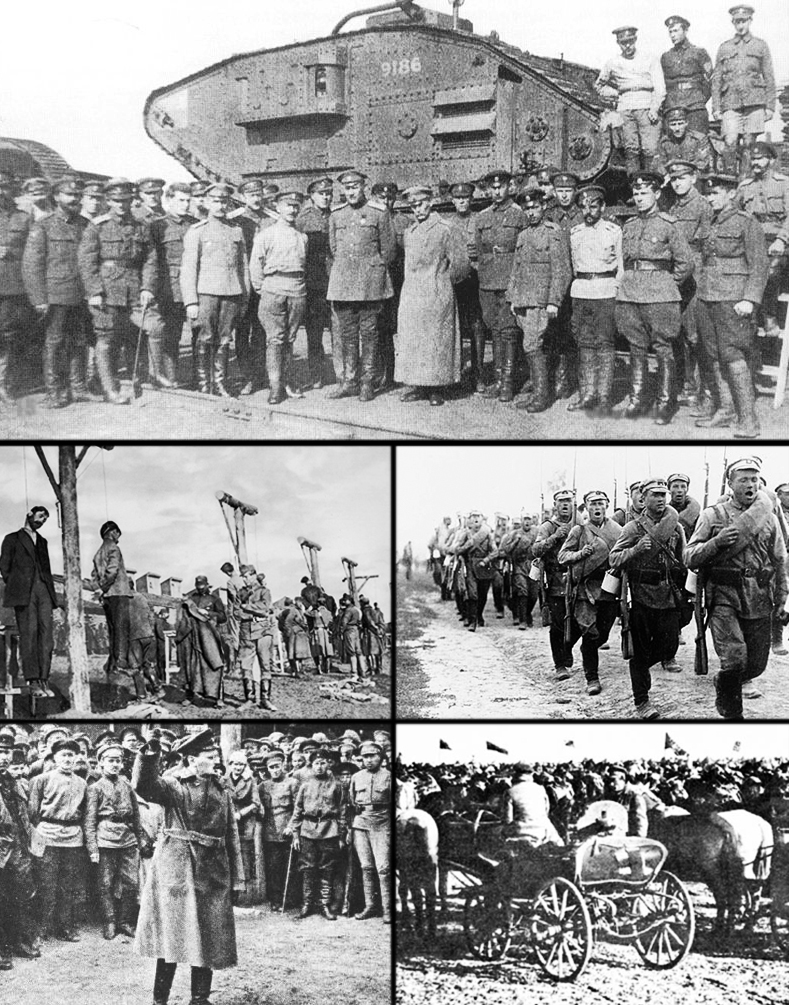
جنگ داخلی روسیه؛ به صورت ساعت‌گرد از بالا سربازان ارتش دون در ۱۹۱۹؛ یک لشکر از روس‌های سفید در مارس ۱۹۲۰؛ ارتش سواره‌نظام یکم؛ لئون تروتسکی در ۱۹۱۸؛ کارگران به دار آویخته به دست نیروهای اتریش-مجار در آوریل ۱۹۱۸

جنگ داخلی روسیه (روسی: Гражда́нская война́ в Росси́и, تلفظ، گراژدانسکایا ووینا و راسیی؛ نوامبر ۱۹۱۷ – ۲۵ اکتبر ۱۹۲۲)، یک جنگ داخلی چند حزبی در قلمرو امپراتوری روسیه سابق بود که بلافاصله پس از انقلاب روسیه آغاز شد که درآن جناح‌های سیاسی برای به‌دست گرفتن قدرت بایکدیگر به رقابت پرداختند. از دوره ۱۹۲۰–۱۹۱۷ معمولاً به‌عنوان جنگ کمونیسم یاد می‌شود که در طی آن، رژیم جدید علاوه بر کشمکش با نیروهای ضدانقلاب داخلی و متحدان خارجی آنها، کوشش کرد تا کنترل دولت را بر تمام فعالیت‌های اقتصادی برقرار سازد. دو گروه بزرگ نظامی به نام ارتش سرخ، که برای منافع بلشویک‌های کمونیست به رهبری ولادیمیر لنین می‌جنگیدند، و نیروهای متحدی که اتحادیه ناپایداری از گروه‌های بلشویک ستیز بودند. آنها در اصطلاح عامه ارتش سفید خوانده می‌شدند که دارای طیفهای مختلفی مانند سلطنت طلبی، اقتصاد سرمایه‌داری و فرم‌های دیگری از نوع سوسیالیسم، هرکدام با عقاید دموکراسی و ضد دموکراسی بودند. علاوه برآن ارتش‌های غیر ایدئولوژیک موسوم به ارتش سبزها با بلشویک‌ها و سفیدها مبارزه می‌کردند. هشت کشور خارجی علیه ارتش سرخ و در حمایت از سفیدها که عمدتاً از کشورهای متفقین پیروز  جنگ جهانی اول بودند ، در جنگ داخلی مداخله می‌کردند. ارتش سرخ ، سفیدها را در سال ۱۹۱۹ در اوکراین و شرق سیبری که تحت رهبری الکساندر کولچک بودند شکست می‌دهد. باقی‌مانده سفیدها تحت رهبری پیتر نیکولاویچ ورنگل در شبه جزیره کریمه در اواخر سال ۱۹۲۰ شکست خورد. جنگ البته تا دوسال دیگر ادامه یافت و نبردهای کوچک با باقی مانده‌های سفیدها در خاور دور تا سال ۱۹۲۳ ادامه داشت. جنگ درسال ۱۹۲۳ به دلیل تحکیم جایگاه دولت جوان بلشویک اسما پایان یافت ولی مقاومت علیه بلشویک‌ها تا سال ۱۹۳۴ در آسیای میانه همچنان ادامه داشت. تلفات این جنگ حدود ۷٬۰۰۰٬۰۰۰ تا ۱۲٬۰۰۰٬۰۰۰ نفر تخمین زده می‌شود که اغلب آن از غیرنظامیان بودند. جنگ داخلی روسیه به عنوان یکی از بزرگ‌ترین فجایع ملی تلقی می‌شود که اروپا تا به آن زمان  بخود دیده بود.
بسیاری از جنبش‌های استقلال طلبانه بعداز فروپاشی امپراتوری روسیه ظاهر شدند و برای حفظ استقلال خود در این جنگ شرکت کردند. چندین بخش از امپراتوری روسیه که شامل فنلاند، استونی، لیتوانی و لهستان می‌شدند، با جنگ‌های داخلی و استقلال کشورهای مستقل خودرا تأسیس کردند. اما مدت کوتاهی بعد این کشورها (جز فنلاند) توسط شوروی در خلال جنگ جهانی دوم اشغال گردیدند تا زمان فروپاشی شوروی که باری دیگر مستقل شدند.

## زمینه

### جنگ جهانی اول
امپراتوری روسیه در سال ۱۹۱۴ در جنگ جهانی اول در کنار فرانسه و انگلستان علیه قدرت‌های مرکز که شامل امپراتوری آلمان، اتریش-مجارستان و امپراتوری عثمانی جنگید که تلفات بسیاری در جنگ داد و صدمات بسیاری خورد و دچار شکست‌های بیشتر گشت که باعث رنجش مردم از تزار گشت. در این جنگ ضعف اقتصادی و نظامی امپراتوری روسیه به طرز تکان‌دهنده‌ای به اثبات رسید و همراه با جنگهای داخلی پس از انقلاب ۱۹۱۷ اقتصاد ویرانی را برجای گذاشت.

### انقلاب فوریه
انقلاب فوریه سال ۱۹۱۷ منجر به استعفای نیکولای دوم و سپردن سلطنت به برادرش میخائیل گشت که وی از پذیرفتن سلطنت خودداری کرد و در نتیجه دولت موقت روسیه تشکیل می‌شود. سپس در سپتامبر همان سال رژیم سلطنتی واژگون و جمهوری اعلام می‌شود.

### انقلاب اکتبر
دولت موقت از سروسامان دادن به اوضاع آشفته روسیه ناتوان بود و حمایت آنها از تداوم جنگ باعث خشم مردم روسیه می‌گشت. سپس در شب ۲۲ اکتبر سال ۱۹۱۷ بلشویک‌ها کنترل پل‌ها، خطوط راه آهن و خطوط تلفن را به‌دست گرفتند و رهبر دولت موقت فرار می‌کند و اعضای دولت موقت بازداشت می‌شوند و قدرت به‌دست بلشویک‌ها می‌افتد.

### تشکیل ارتش سرخ
از اواسط سال ۱۹۱۷، ارتش روسیه، جانشین سازمان ارتش روسیه امپریالیستی شروع به تجزیه کرد؛  بلشویک‌ها از نیروهای گارد سرخ مستقر به عنوان نیروی نظامی اصلی خود استفاده کردند که بعدها بخش امنیتی خفی به نام چکا به آن اضافه شدکه بعدها به کا گ ب تغییر نام کرد. لئون تروتسکی در ژانویه ۱۹۱۸، برای سازماندهی مجدد ارتش از کارگران و دهقانان روسیه استفاده کرد تا ارتش قدرتمندتری دربرابر سفیدها ایجاد کند. بلشویک‌ها کمیساریای سیاسی را به فرماندهی هر واحد از ارتش سرخ منصوب کردند تا سربازان روحیه خودرا حفظ و وفاداریشان تأمین شود.
در ژوئن ۱۹۱۸، زمانی که معلوم شد که این ارتش انقلابی تنها از کارگران تشکیل شده و جمعیت کافی ندارد، تروتسکی قانون خدمت اجباری دهقانان در ارتش سرخ را وضع کرد. بلشویک‌ها با گرفتن گروگان‌ها و تیراندازی به آن‌ها در صورت لزوم برای وادار کردن به اطاعت، دقیقاً همان کارهایی که افسران ارتش سفید از آن استفاده کردند، بر مخالفان خدمت در ارتش سرخ غلبه کردند. ارتش سرخ از افسران تزار به عنوان «متخصصان نظامی» استفاده کرد؛ گاهی خانواده‌های آنهارا گروگان میگرفتن تا خطایی از آنها سر نزند. در آغاز جنگ داخلی، افسران سابق تزار، سه چهارم افسران ارتش سرخ را تشکیل دادند. در نهایت، ۸۳ درصد از تمام فرماندهان سپاه ارتش سرخ، سربازان سابق تزار بودند.

### جنبش ضد بلشویک
در حالی که مقاومت در برابر گارد سرخ در روز بعد از قیام بلشویک شروع شد، انعقاد پیمان برست - لیتوفسک و ساخت یک حکومت یک حزب به عنوان یک کاتالیزور برای تشکیل گروه‌های ضد بلشویک در داخل و خارج از روسیه شد تا آنها را در مقابل دولت جدید شوروی قرار دادند.
کنفدراسیون فشرده نیروهای ضد بلشویک در مقابل دولت کمونیست، از جمله مالکان، جمهوری خواهان، محافظه کاران، شهروندان طبقه متوسط، مرتجع‌ها، طرفداران سلطنت ، لیبرالها، ژنرالهای ارتش، سوسیالیست‌های غیر بلشویک که همچنان هم به استقرار بک حکومت کومونیستی معتقد بودند و فقط برای مقابله با بلشویک‌ها به جنبش پیوستند. نیروهای نظامی آنها با کمک ترور و وحشت گسترده و همچنین نفوذ خارجی و کمک‌های آنها مستقر شدند. آنها تحت رهبری ژنرال نیکولای یودنیچ، دریاسالار الکساندر کالچاک و ژنرال آنتون دنیکنین، به عنوان جنبش سفید شناخته می‌شوند (گاهی به عنوان «ارتش سفید») و قسمت عمده ای از امپراتوری سابق روسیه را در کنترل خویش داشت.
در طول جنگ یک حکومت ناسیونالیستی در اوکراین برقرار شد. مهم‌تر از آن ظهور یک جنبش سیاسی و نظامی به نام ارتش شورشی انقلابی اوکراین یا ارتش سیاه آنارشیستی تحت رهبری نستور ماخنو بود. این ارتش که بخش اعظمش را یهودیان و دهقانان اوکراینی تشکیل می‌داد، نقش کیلدی در توقف تهاجم ارتش سفید دنکین دربرابر مسکو در سال ۱۹۱۹، و بعدها کمک در بیرون انداختن سفیدها از کریمه داشت.
مناطق دورافتاده ولگا، منطقه اورال، سیبری و شرق دور برای نیروهای ضد بلشویکی مکان مناسبی بود و سفیدها تعدادی تشکیلات در این شهرها ایجاد کردند. برخی از نیروهای نظامی به‌صورت تشکل‌های سری در این شهرها تأسیس شدند.
لژیون‌های چکسلواکی بخشی از ارتش روسیه بوده و تا اکتبر ۱۹۱۷ حدود ۳۰ هزار سرباز داشتند. آنها با دولت بلشویک توافق‌نامه ای داشتند تا از جبهه شرقی به فرانسه فرستاده شوند. حمل و نقل از جبهه شرقی به ولادی وستوک در هرج و مرج تضعیف شد و سربازان همگی در طول مسیر راه‌آهن سیبری پراکنده شدند. تروتسکی تحت فشار متنفین دستور خلع سلاح و دستگیری لژیونرها را که موجب تنش با بلشویک‌ها بود، صادر کرد. 
متحدان غربی نیروهای مسلح و مخالف بلشویک‌ها را پشتیبانی می‌کردند. آنها نگران اتحاد شوروی و آلمان بودند و همین‌طور گسترش عقاید کمونیستی در اروپا و جهان که یکی از بزرگ‌ترین نگرانی متفقین بود. از این رو، بسیاری از این کشورها حمایت خود را از سفیدها، از جمله تأمین نیروها و منابع، ابراز داشتند. وینستون چرچیل دربارهٔ این گفت که بلشویسم باید «در گهواره خود» خفه شود.
انگلیس و فرانسه در طول جنگ جهانی اول از روسیه با کمک تسلیحاتی حمایت کردند. پس از پیمان، به نظر می‌رسید که بیشتر این تسلیحات به دست آلمانی‌ها خواهد افتاد. تحت این بهانه، مداخله متفقین به‌خصوص بریتانیا و فرانسه در جنگ داخلی روسیه با اعزام سرباز به بندرها روسیه آغاز شد و درگیری‌های خشونت‌آمیز با سربازان وفادار به بلشویسم افزایش یافت.
امپراتوری آلمان پس از پیمان برست - لیتوفسک چندین کشور حائل چند ساله ای را ایجاد کرد که در حوزه نفوذ خود قرار داشتند: دوک‌های متحد بالتیک، دوک‌های کورلند و سمیگالیا، پادشاهی لیتوانی، پادشاهی لهستان، جمهوری خلق بلاروس، و دولت اوکراین، پس از شکست آلمان در جنگ جهانی اول در نوامبر ۱۹۱۸، این ایالت‌ها لغو شد.
فنلاند اولین جمهوری بود که استقلال خود را از روسیه در دسامبر ۱۹۱۷ اعلام کرد و کشور مستقل خود را در ژانویه و مه ۱۹۱۸ در جنگ داخلی بعدی فنلاند تأسیس کرد. جمهوری دوم لهستان، لیتوانی، لتونی و استونی ارتش خود را بلافاصله پس از لغو پیمان برست - لیتوفسک و حمله شوروی به سمت غرب در نوامبر سال ۱۹۱۸ تشکیل دادند.

## آغاز درگیری‌ها
در آغاز، بلشویک‌ها در شهر سن پترزبورگ به قدرت رسیدند ولی سپس به تدریج چیرگی‌شان را بر سرتاسر سرزمین روسیه گسترش دادند. دو سوی اصلی این درگیری عبارت بودند از: ارتش سرخ و ارتش سفید. ارتش سرخ توسط بلشویک‌ها سازماندهی شده‌بود و در برخی زمان‌ها با دیگر گروه‌های چپ‌گرای پیش از انقلاب متحد می‌شد. این در حالی بود که ارتش سفید، اتحادی ناپایدار از گروه‌های بلشویک‌ستیز بود. بسیاری از نیروهای بیگانه نیز در این جنگ دخالت کردند. نیروهای بیگانه و سربازان خارجی عمدتاً به ارتش سفید کمک می‌کردند. نبرد لهستان-شوروی، نقطه‌ای بحرانی از این ستیز دانسته می‌شود. ارتش سبز ملی‌گرایان اوکراینی، ارتش سیاه آنارشیست اوکراین، گاردهای سیاه و نیز جنگ‌سالارانی چون رومان فون اونگرن-اشترنبرگ نیز در این جنگ دخالت کردند.

## شروع مداخله خارجی
مداخله خارجی، عملاً در فوریه ۱۹۱۸ میلادی آغاز شد و آن هنگامی بود که نیروهای آلمانی، اتریشی و ترک، قسمت‌های بزرگی از خاک روسیه را تصرف کردند. علاوه بر این سه کشور، چهارده کشور دیگر نیز، در اعزام نیرو و تدارکات دست داشتند. این کار، به منظور مهار انقلاب روسیه و جلوگیری از گسترش آن صورت گرفت. امپراتوری ژاپن، جمهوری سوم فرانسه، امپراتوری بریتانیا، آمریکا، پادشاهی مجارستان، پادشاهی صربستان، پادشاهی رومانی، پادشاهی ایتالیا، پادشاهی یونان و جمهوری دوم لهستان از جمله این چهارده کشور بودند.

## تسلط ارتش سرخ بر شهر ساحلی ولادی‌وستوک
پس از تسلط ارتش سرخ بر شهر ساحلی ولادی‌وستوک در اکتبر ۱۹۲۲ میلادی، از تب و تاب این جنگ به طرز قابل ملاحظه‌ای کاسته شد. بخش آیانو-مایسکی در کرانهٔ اقیانوس آرام، واپسین بخش از سرزمین‌های پیشین تزارها بود که تا ۱۷ ژوئن ۱۹۲۳ در دست جنبش سفید قرار داشت.